# Maria Troncatti
Maria Troncatti (ur. 16 lutego 1883 w Corteno Golgi we Włoszech, zm. 25 sierpnia 1969 w Sucùa w Ekwadorze) – włoska Błogosławiona Kościoła katolickiego, zakonnica ze Zgromadzenia Córek Maryi Wspomożycielki, misjonarka w Ekwadorze. 

## Życiorys
Maria Troncatti urodziła się w ubogiej, ale bardzo religijnej rodzinie. Odznaczała się głęboką wiarą, wrażliwością na biedę i problemy innych ludzi. W dniu 15 października 1905 roku rozpoczęła nowicjat w Zgromadzeniu Córek Maryi Wspomożycielki (salezjanek). Pełniła posługę w Varazze w Ligurii. W 1915 roku przeszła również specjalny kurs dla pielęgniarek. Opiekowała się chorymi i rannymi żołnierzami. 9 listopada 1922 roku wyjechała na misje do Ekwadoru. Oddała się tam bez reszty pracy ewangelizacyjnej i społecznej na rzecz miejscowej ludności. Zmarła 25 sierpnia 1969 roku w wypadku samolotowym, w Ekwadorze. Miała 86 lat. Została beatyfikowana 24 listopada 2012 roku przez Benedykta XVI. 
25 listopada 2024, papież Franciszek zatwierdził cud za jej wstawiennictwem otwierający drogę do kanonizacji. Data jej kanonizacji została ogłoszona na konsystorzu, który odbył się 13 czerwca 2025.